# Ꝅ
Cette page contient des caractères spéciaux ou non latins. S’ils s’affichent mal (▯, ?, etc.), consultez la page d’aide Unicode.
Ꝅ (minuscule ꝅ), appelé k barré à trait horizontal, est une lettre latine supplémentaire utilisée comme abréviation de kalendas à la fin du Xe siècle ou de kartam et karta,. Elle est formée d'un K diacrité par une barre inscrite dans la hampe et une deuxième barre diagonale à travers la jambe.

## Représentation informatique
Le k barré à trait horizontal peut être représenté avec les caractères Unicode suivants (table latin étendu D depuis Unicode 5.1.0 de 2008) :
| formes    | représentations | chaînes de caractères | points de code | descriptions                                       |
| --------- | --------------- | --------------------- | -------------- | -------------------------------------------------- |
| capitale  | Ꝅ               | Ꝅ                     | U+A744         | lettre majuscule latine k barré à trait horizontal |
| minuscule | ꝅ               | ꝅ                     | U+A745         | lettre minuscule latine k barré à trait horizontal |